# Leporella fimbriata
Leporella es un género de orquídeas de hábitos terrestres. Su única especie, Leporella fimbriata (Lindl.) A.S.George, es originaria de Australia.

## Descripción
Es una orquídea de tamaño pequeño, que prefiere el clima fresco. Tiene hábitos terrestres con tubérculos ovalados que dan lugar a un tallo erecto completamente envuelto por unas pocas vainas  y con una única y pequeña hoja aguda. Florece en una inflorescencia terminal, erecta , delgada de 25 cm de alto, en forma de racimo con 1 a 3 flores. Esta especie se encuentra a menudo en estrecha relación con las hormigas y puede beneficiarse de su presencia. La floración se produce en el otoño y el invierno.

## Distribución y hábitat
Es una especie que se encuentra limitada a la mitad occidental de Victoria, Australia del Sur y Australia Occidental, principalmente en la costa y zonas del interior, en altitudes de 50 a 300 metros, donde crece en páramos, bosques de brezos y bosques abiertos, en la arena profunda, bien drenada y arenosa.

## Taxonomía
Leporella fimbriata fue descrita por Alexander Segger George  y publicado en Nuytsia 1(2): 183. 1971.
Sinonimia
- Leptoceras fimbriata Lindl., Sketch Veg. Swan R.: 53 (1840). basónimo
- Caladenia fimbriata (Lindl.) Rchb.f., Beitr. Syst. Pflanzenk.: 65 (1871).
- Eriochilus fimbriatus (Lindl.) F.Muell., S. Sci. Rec. 2: 152 (1882).
- Leptoceras pectinata Lindl., Sketch Veg. Swan R.: 53 (1840).
- Caladenia fimbriata var. pectinata (Lindl.) Rchb.f., Beitr. Syst. Pflanzenk.: 65 (1871).[1]